# Christian Nerlinger
Pour les articles homonymes, voir Nerlinger.
Christian Nerlinger, né le 21 mars 1973 à Dortmund (Allemagne), est un footballeur allemand, qui évoluait au poste de milieu de terrain au Bayern Munich, au Borussia Dortmund, aux Glasgow Rangers et à Kaiserslautern ainsi qu'en équipe d'Allemagne.
Nerlinger marque un but lors de ses six sélections avec l'équipe d'Allemagne entre 1998 et 1999.

## Biographie
Les Rangers ont déboursé 3 M€ pour l'acquérir en 2001.
Du 27 novembre 2009 à 2012, il est le manager général du Bayern Munich.

## Carrière
- 1992-1998 : Bayern Munich  Allemagne
- 1998-2001 : Borussia Dortmund  Allemagne
- 2001-2004 : Glasgow Rangers  Écosse
- 2004-2006 : FC Kaiserslautern  Allemagne[1]

## Palmarès

### En équipe nationale
- 6 sélections et 1 but avec l'équipe d'Allemagne entre 1998 et 1999.

### Avec le Bayern de Munich
- Vainqueur de la Coupe de l'UEFA en 1996.
- Vainqueur du Championnat d'Allemagne de football en 1994 et 1997.
- Vainqueur de la Coupe d'Allemagne en 1998.
- Vainqueur de la Coupe de la Ligue d'Allemagne en 1997.

### Avec les Glasgow Rangers
- Vainqueur du Championnat d'Écosse de football en 2003.
- Vainqueur de la Coupe d'Écosse en 2002 et 2003.